# Aliin
Aliin je sulfoksid koji je prirodni sastojak svežeg belog luka. On je derivat aminokiseline cisteina. Kada se sveži beli luk secka ili gnječi, enzime aliinaza konvertuje aliin u alicin, koji je odgovoran za aromu svežeg belog luka. Beli luk je korišten od davnina kao lek za pojedina oboljenja uzrokovana kiseoničnom toksičnošću. Istraživanja su pokazala da je beli luk jak antioksidans i da ima sposobnost uklanjanja hidroksilnih radikala. Ta svojstva su znatnim delom posledica prisustva aliina.
Utvrđeno je da aliin ima uticaja na imune response u krvi.
Aliin je bio prvi prirodni proizvod za koji je nađeno da manifestuje stereohemijska svojstva na ugljeniku i sumporu.

## Literatura
- Eric Block (2009). Garlic and other alliums: the lore and the science. Royal Society of Chemistry. стр. 100—106.